# Степне (Родинський район)
Степне́ (рос. Степное) — село у складі Родинського району Алтайського краю, Росія. Адміністративний центр та єдиний населений пункт Степнівської сільської ради.

## Населення
Населення — 1473 особи (2010; 1710 у 2002).
Національний склад (станом на 2002 рік):
- росіяни — 86 %